# Marechal Thaumaturgo (ort)
Marechal Thaumaturgo är en ort i Brasilien.   Den ligger i kommunen Marechal Thaumaturgo och delstaten Acre, i den västra delen av landet, 2 800 km väster om huvudstaden Brasília. Marechal Thaumaturgo ligger 242 meter över havet och antalet invånare är 1 808.
Terrängen runt Marechal Thaumaturgo är platt, och sluttar österut. Trakten runt Marechal Thaumaturgo är nära nog obefolkad, med mindre än två invånare per kvadratkilometer.. Det finns inga andra samhällen i närheten.
I omgivningarna runt Marechal Thaumaturgo växer i huvudsak städsegrön lövskog.